# Богачёв, Василий Гаврилович
Василий Гаврилович Богачёв (1910—1941) — советский танкист. Участник Советско-финской и Великой Отечественной войн. Герой Советского Союза (1941, посмертно). Капитан.

## Биография
Василий Гаврилович Богачёв родился 10 (23) января 1910 года в селе Благовещенка Воронежского уезда Воронежской губернии (ныне посёлок Русская Гвоздёвка Рамонского района Воронежской области) в крестьянской семье. Русский. Получив начальное образование в родном селе, Василий Богачёв в 1925 году вместе с родителями переехал в Воронеж. В 1926 году устроился работать на Воронежский механический завод. Сначала был разнорабочим, затем освоил профессию сварщика. На заводе вступил в комсомол. По вечерам учился при воронежской партийной школе. В 1930 году Василия Богачёва приняли в члены ВКП(б), после чего его избрали секретарём комсомольской организации завода.
В ряды Рабоче-крестьянской Красной Армии Василий Гаврилович Богачёв был призван по спецнабору ЦК ВКП(б) в 1936 году и направлен в Орловскую бронетанковую школу. После её окончания в 1934 году он получил назначение в 35-ю легкотанковую бригаду в составе которой участвовал в Советско-финской войне 1939—1940 годов. Бригада в составе 7-й армии Северо-Западного фронта участвовала в боевых действиях на Карельском перешейке и прорыве линии Маннергейма. Войну Василий Гаврилович закончил в звании капитана. После Зимней войны 35-я легкотанковая бригада была передислоцирована в Бердичев в Киевский особый военный округ, где на её базе в марте 1941 года была сформирована 43-я танковая дивизия в составе 19-го механизированного корпуса.
В боях с немецко-фашистскими захватчиками капитан В. Г. Богачёв с 22 июня 1941 года. В первый день войны 43-я танковая дивизия Юго-Западного фронта нанесла немцам существенный урон под Дубно, а капитан Богачёв совершил один из первых в истории Великой Отечественной войны одиночный танковый таран. В конце июня 1941 года Василий Гаврилович был тяжело ранен и более двух месяцев лечился в госпитале в Змиёве. В середине сентября 1941 года он вернулся в свою часть, которая была переформирована в 10-ю танковую бригаду. 15 сентября 1941 года бригада вошла в состав 38-й армии Юго-Западного фронта и участвовала в оборонительных сражениях под Полтавой. В этих боях особо отличился танковый батальон капитана В. Г. Богачёва. В течение 10 дней с 17 по 27 сентября подразделение стойко удерживало занимаемые рубежи в районе сел Параскеевка, Василевка и Войновка. Неоднократно батальон Богачёва наносил контрудары по немецким подразделениям, возвращая утраченные стрелковыми частями позиции. В ходе боев батальон капитана В. Г. Богачёва уничтожил 22 противотанковых орудия противника с расчетами, 11 танков, 2 полковые пушки, 6 миномётов, 12 автомашин с военными грузами и почти полтора батальона мотопехоты. Лично капитан Богачёв уничтожил один танк и одно противотанковое орудие.
27 сентября 1941 года в бою у села Новофёдоровка капитан В. Г. Богачёв погиб. Похоронили комбата в селе Новофёдоровка Чутовского района Полтавской области Украины.
Указом Президиума Верховного Совета СССР «О присвоении звания Героя Советского Союза начальствующему составу Красной Армии» от 27 декабря 1941 года за «образцовое выполнение боевых заданий командования на фронте борьбы с немецкими захватчиками и проявленные при этом отвагу и геройство» удостоен посмертно звания Героя Советского Союза.
23 сентября 1953 года прах В. Г. Богачёва был перезахоронен в братской могиле советских воинов в селе Сидоренково Валковского района Харьковской области Украины.

## Память
- Мемориальная плита в честь Героя Советского Союза В. Г. Богачёва установлена на мемориале жителям села Русская Гвоздёвка Воронежской области, погибшим в годы Великой Отечественной войны
- В селе Сидоренково Харьковской области Украины установлен памятный знак, увековечивающий подвиг Героя Советского Союза В. Г. Богачёва
- Имя Героя Советского Союза В. Г. Богачёва носит Русскогвоздёвская средняя общеобразовательная школа в селе Русская Гвоздёвка Воронежской области
- Именем Героя Советского Союза В. Г. Богачёва названы улицы в городе Воронеже и селе Русская Гвоздёвка

## Награды
- Медаль «Золотая Звезда» (27.12.1941, посмертно)
- Орден Ленина (27.12.1941, посмертно)

## Документы
- Общедоступный электронный банк документов «Подвиг Народа в Великой Отечественной войне 1941—1945 гг.» Архивировано 13 марта 2012 года. № в базе данных 2028415. Архивировано 16 мая 2013 года.
- Обобщённый банк данных «Мемориал». Архивировано 10 мая 2012 года. ЦАМО, ф. 33, оп. 11458, д. 74 (недоступная ссылка — история)., Информация из списка захоронения ЗУ380-21-378-1 (недоступная ссылка — история)., Учётная карточка захоронения ЗУ380-21-378-1 (недоступная ссылка — история)., Схема захоронения ЗУ380-21-378-1 (недоступная ссылка — история).